# ليونيد ستدانيك
ليونيد ستدانيك بلغ طوله عام 2006 ما يقارب 2.57 متر أي 8 أقدام و5.5 إنشات وبذلك تمكن من الدخول في موسوعة غينيس للأرقام القياسية حيث أعتمد ذلك الرقم الذي قام بأخذ مقاساته البروفيسور الريطاني Michel Besser
مع العلم أنه هناك كثير من الناس ادعوا العملقة ولكنهم رفضوا أن تقوم موسوعة غينيس للأرقام القياسية بأخذ مقاساتهم
مع العلم أن موسوعة غينيس لم تتأكد من طول ليونيد ستدانيك إلى الآن وسجلت الرقم على ذمة البروفيسور البريطاني مايكل باسير.